# Baaj Nwaavjo I’tah Kukveni – Ancestral Footprints of the Grand Canyon National Monument

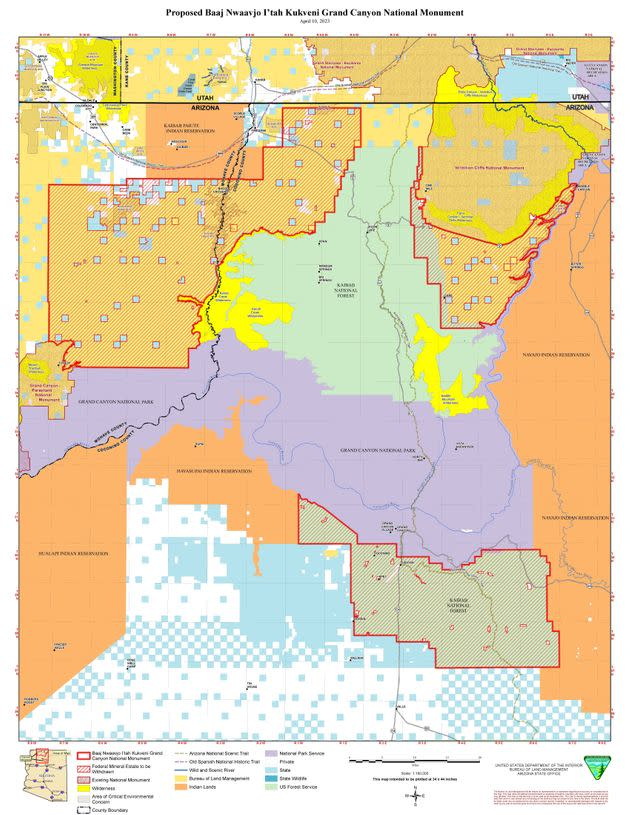
Karte vom Baaj Nwaavjo I’tah Kukveni – Ancestral Footprints of the Grand Canyon National Monument (rot umrandet; Flächen in Privatbesitz und Bundesstaatsbesitz sind in weis und blau kenntlich)

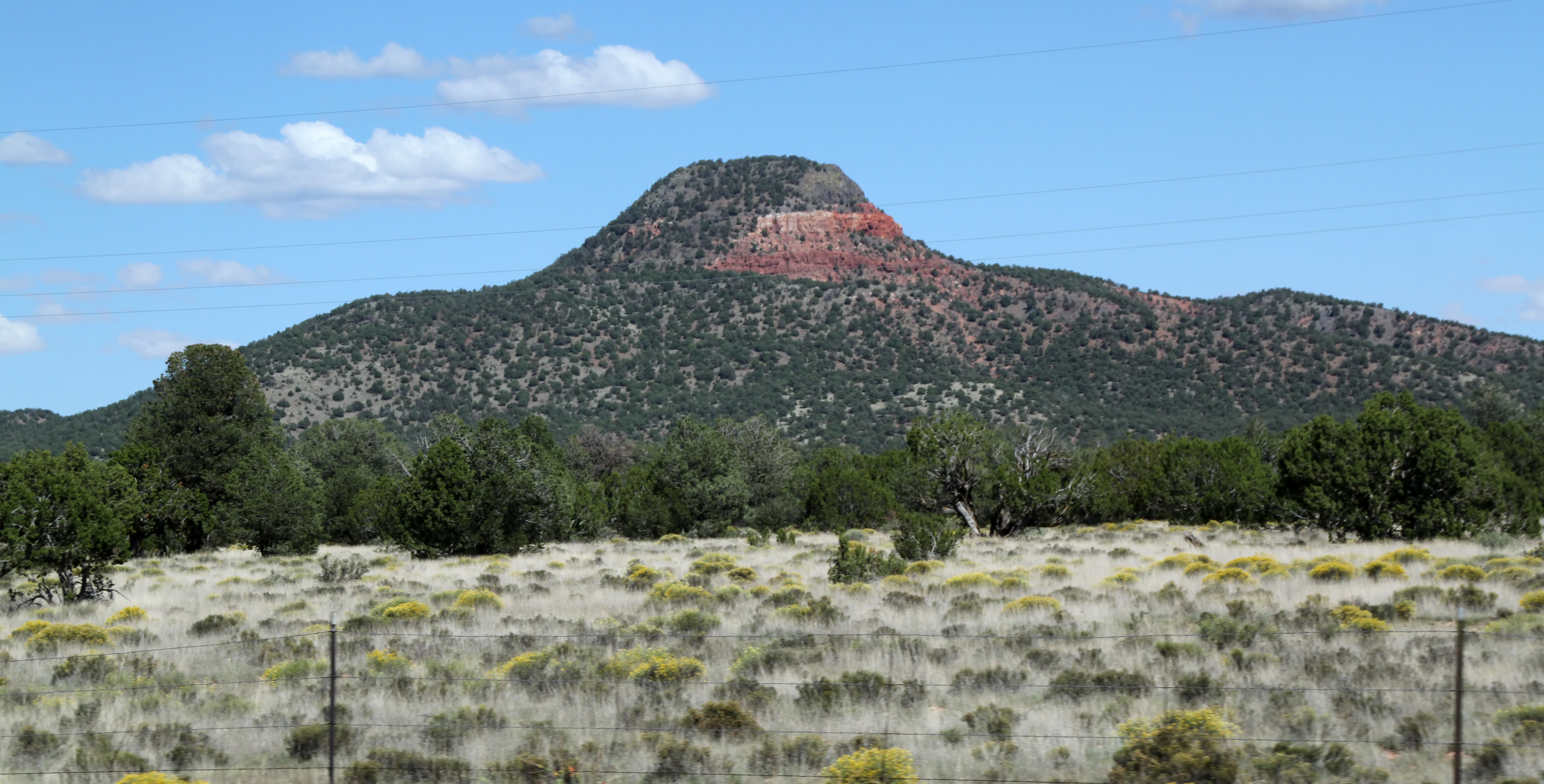
Red Butte im Schutzgebiet

Das Baaj Nwaavjo I’tah Kukveni – Ancestral Footprints of the Grand Canyon National Monument ist ein US-amerikanisches National Monument im Coconino County und im Mohave County im Norden von Arizona. Es wurde durch Präsident Joe Biden durch eine Presidential Proclamation am 9. August 2023 mit einer Flächengröße von 900.000 Acres ausgewiesen. Das National Monument besteht aus drei Teilflächen um den Grand Canyon. Das National Monument umfasst ausschließlich Landflächen im Eigentum der US-Regierung. Das National Monument wird vom Bureau of Land Management (BLM) und Waldflächen im Kaibab National Forest vom United States Forest Service betreut. Die Ausweisung war die fünfte eines National Monument durch Biden. Der Name des Schutzgebietes leitet sich aus den Havasupai-Worten baaj nwaavjo (wo indigene Völker umherziehen), den Hopi-Worten i'tah kukveni (die Fußspuren unserer Vorfahren) und englischen Ancestral Footprints (Fußabdrücke der Vorfahren) her.

## Geographie
Das National Monument umfasst drei große Teile. Dabei handelt es sich im Süden des Grand Canyon National Parks um den gesamten Tusayan Ranger District des Kaibab National Forest. Im Nordosten um die BLM-Flächen südlich des Vermilion Cliffs National Monument und östlich des North Kaibab Ranger District einschließlich des House Rock Valley und im Nordwesten BLM-Flächen westlich des North Kaibab Ranger District und südlich der Kaibab Indian Reservation auf dem Kanab Plateau, einschließlich eines Teils der Kanab Creek Wilderness. Wobei Flächen des Bundesstaates Arizona und Privatflächen innerhalb der äußeren Grenzen des National Monument nicht zum Schutzgebiet gehören. Zu einem späteren Zeitpunkt gekaufte Grundstücke oder Anteile an Grundstücken werden sofort Teil vom Schutzgebiet.
Im National Register of Historic Places eingetragen sind im National Monument der Hull Cabin Historic District, der Red Butte Airfield, der Grandview Lookout Tower and Cabin und die Moqui Ranger Station.
Der Arizona Trail führt durch den südlichen Teil des Monuments.

## Geschichte des Gebietes
Im Gebiet lebten die Indianerstämme Havasupai, Hopi, Walapai, Kaibab Band of Paiute Indians, Las Vegas Paiute Tribe, Moapa Band of Paiutes, Paiute Indian Tribe of Utah, Navajo, San Juan Southern Paiute Tribe, Yavapai-Apachen, Yavapai und Zuni. Im südlichen Gebiet gibt es viele physische Überreste menschlicher Besiedlung, darunter Fundstellen mit Steinwerkzeugen, die mehr als 10.000 Jahre alt sein können, und jüngere Fundstellen mit fein verzierten Keramikscherben, die zwischen 800 und 1.100 Jahre alt sind. Im gesamten südlichen Gebiet gibt es Belege für die Herstellung von Werkzeugen aus lokalen Materialien und für die historische Nutzung des Feuers zur Landbewirtschaftung. Überall finden sich Felsmalereien, Höhlenunterkünfte, Schreine, Grubenhäuser, gemauerte Strukturen und Stätten für religiöse Zeremonien.
Für die Verwaltung wird ähnlich wie beim Avi Kwa Ame National Monument ein Beratungsausschuss eingerichtet. Die Mehrheit der Mitglieder besteht aus Mitgliedern von Stammesnationen mit einer historischen Verbindung zu den Gebieten innerhalb des National Monuments. Die übrigen Mitglieder repräsentieren lokale Regierungsbehörden, Freizeitnutzer, Naturschutzorganisationen, Jagdorganisationen, Wissenschaftler, Wirtschaft, Eigentümer und Bürger vor Ort.

## Ausweisungs-Geschichte

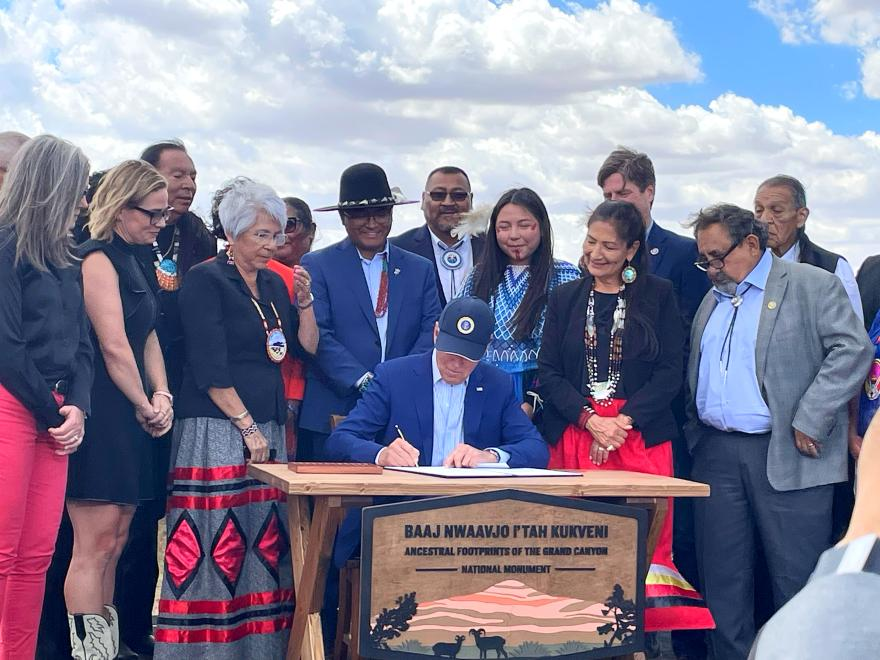
Joe Biden bei der Unterschrift unter die Proklamation; An der Unterzeichnung nahmen Politiker des Bundesstaates und Führer von Indianerstämmen teil

Amerikanische Ureinwohner und Naturschützer setzen sich seit vielen Jahren für einen besseren Schutz der Region ein.
Im Jahr 2012 erließ der Innenminister Ken Salazar, von der Regierung Barack Obama, ein Moratorium für neue Uranabbaugebiete in der Region um den Grand Canyon, das bis 2032 gilt. 2021 bestätigte der U.S. Court of Appeals das Moratorium.
Innenministerin Deb Haaland besuchte den Grand Canyon im Mai 2023 zusammen mit Mitarbeitern vom Abgeordneten im US-Repräsentantenhaus Raúl Grijalva und der Senatorin Kyrsten Sinema um über den Schutz des Gebietes zu sprechen. Grijalva, der Abgeordnete im Repräsentantenhaus Ruben Gallego, Sinema und Senator Mark Kelly forderten die Einrichtung des Monuments und brachten entsprechende Gesetzesentwürfe im Juli 2023 ein.
Bei der Proklamation im Gebiet waren neben Präsident Joe Biden Innenministerin Deb Haaland, Katie Hobbs Gouverneurin von Arizona, Senatorin Kyrsten Sinema, Abgeordneter im US-Repräsentantenhaus Raúl Grijalva und Greg Stanton, Deputy Secretary im Landwirtschaftsministerium der Vereinigten Staaten Xochitl Torres Small (Deputy Secretary ist der zweithöchste Posten im Landwirtschaftsministerium), Adrian Fontes Secretary of State of Arizona, Behördenvertretern und Vertretern von Indianerstämmen vor Ort. Die Ausweisung ist Teil der 30 by 30-Initiative, einer weltweite Initiative von Regierungen, bis 2030 30 % der Land- und Meeresfläche der Erde als Schutzgebiete auszuweisen.
Die Ausweisung verhindert dauerhaft neue Bergbauminen innerhalb des Monuments, obwohl es über 3.000 bereits bestehende Pachtverträge gibt, die noch erschlossen werden könnten, darunter die Pinyon Plain Mine in der Nähe von Tusayan. Eine Ausweisung als Naturdenkmal stoppt aber nicht die laufenden Bergbauaktivitäten und den jahrzehntelangen Konflikt zwischen Bergbauunternehmen, Stämmen und Umweltschützern. Uranbergbauunternehmen und einige Republikaner waren gegen die Ausweisung des Monuments.

## Pflanzen- und Tierarten
Im Schutzgebiet kommen Vogelarten wie Kalifornienkondor, Königsbussard, Steinadler, Habicht, Weißkopfseeadler, Wanderfalke, Truthuhn, Kaninchenkauz, Fleckenkauz, Gelbschnabelkuckuck und Weidenschnäppertyrann (Empidonax traillii) vor.
An Säugetieren es sind Arten wie Puma, Amerikanischer Bison, Wapiti, Maultierhirsch, Dickhornschaf und Gabelbock zu finden.